# Шидловський Віталій Іванович
Віта́лій Іва́нович Шидло́вський — солдат Збройних сил України, учасник російсько-української війни.

## З життєпису
В мирний час проживає у селі Сопів.
Брав участь у боях за Донецький аеропорт, поранений, лікувався.

## Нагороди
За особисту мужність і високий професіоналізм, виявлені у захисті державного суверенітету та територіальної цілісності України, вірність військовій присязі, відзначений — нагороджений
- орденом «За мужність» III ступеня (31.7.2015)